# Michel Doublet
Pour les articles homonymes, voir Doublet.
Michel Doublet, né le 26 septembre 1939 à Rochefort (Charente-Maritime) et mort le 18 août 2022 à Trizay (Charente-Maritime), est un homme politique français.

## Biographie
Michel Doublet est né le 26 septembre 1939. 
Agriculteur de profession, Michel Doublet est élu sénateur de la Charente-Maritime le 24 septembre 1989, réélu le 27 septembre 1998 au 1er tour (954 voix sur 1480) et le 21 septembre 2008, toujours au 1er tour (878 voix sur 1596). Il démissionne du Sénat le 21 avril 2014. 
En mars 2015, il est élu conseiller départemental du canton de Saint-Porchaire en tandem avec Brigitte Seguin.
Il meurt le 18 août 2022 à Trizay, ville dont il était maire.

## Autres mandats
- Maire de Trizay
- Conseiller général du canton de Saint-Porchaire et vice-président du conseil général (puis départemental) de la Charente-Maritime
- Vice-président de la Communauté de communes Cœur de Saintonge

## Anciens mandats
- Sénateur de la Charente-Maritime (1989-2014)
- Secrétaire du Sénat
- Président de la Communauté de communes Cœur de Saintonge